# Anères
Anères é uma comuna francesa na região administrativa de Occitânia, no departamento dos Altos Pirenéus. Estende-se por uma área de 2,66 km², Em 2010 a comuna tinha 176 habitantes (densidade: 66,2 hab./km²)..